# Michele Zackheim
Michele Zackheim (* 5. Mai 1941 in Reno (Nevada)) ist eine US-amerikanische Schriftstellerin und bildende Künstlerin.
Zackheim wuchs in Compton (Kalifornien) auf.

## Schriftstellerin
Zackheim veröffentlichte folgende Bücher:
- Violette’s Embrace: A Novel (Riverhead Books, 1996), eine fiktive Biographie der französischen Schriftstellerin Violette Leduc.
- Einstein’s Daughter: The Search for Lieserl (Penguin Putnam, 1999), auf den Spuren der vergessenen, unehelichen Tochter von Mileva Marić und Albert Einstein (auf Deutsch erschienen unter dem Titel Einsteins Tochter; München: List, 1999).
- Broken Colors (Europa Editions, 2007) erzählt die Geschichte einer Künstlerin, deren Leben an einen Ort führt, wo Leben und Kunst verschmelzen.
- Die Novelle Last Train to Paris (Europa Editions, 2014) erkundet die Themen Altern und Liebe.

## Bildende Künstlerin
Neben ihrer schriftstellerischen Tätigkeit arbeitet Zackheim im Bereich der bildenden Kunst. Sie schuf Fresken, Installationen, print art und Malereien. Sie gewann zwei „National Endowment for the Arts“-Preise und lehrt an der School of Visual Arts in New York City.